# Физики и лирики (стихотворение)
«Фи́зики и ли́рики» (1959) — одно из самых известных стихотворений Бориса Слуцкого (1919—1986).

## История стихотворения
По воспоминаниям Бориса Слуцкого, стихотворение написано в Тарусе. Поводом послужила дискуссия кибернетиков Игоря Полетаева и Алексея Ляпунова с писателем Ильёй Эренбургом, которая развернулась на страницах газеты «Комсомольская правда». Стихотворение, где Слуцкий встал на сторону противников Эренбурга, было опубликовано в «Литературной газете» в номере от 13 октября 1959 года.
Название стихотворения стало крылатым выражением, которое широко используется в значении «люди науки и люди искусства».

## Текст стихотворения
Как вспоминал Слуцкий, Эренбург отнёсся к стихотворению «со сдержанным недоумением», а поэт Михаил Дудин, когда ему сказали, что стихотворение шутливое, ответил: «Мы шуток не понимаем». Мотив «физиков» звучал в поэзии Слуцкого и раньше, и позже («Нам чёрный хлеб по карточкам давали…», «Физики и люди», «Солнечные батареи», «Лирики и физики»), и отношение автора было не таким однозначным. В более позднем стихотворении «Лирики и физики» Слуцкий отказывается признать победу «физиков».